# 12565 Khege
12565 Khege (1998 SV53) là một tiểu hành tinh vành đai chính.